# Yin-t'ang Ts'ai
Yin-t'ang Ts'ai (蔡蔭棠), né en 1909 dans la province de Hsin-chu à Taïwan, et mort en 1998, est un peintre taïwanais.

## Biographie
Peintre paysagiste, Yin-t'ang Ts'ai fait des études d'économie à l'Université de Tokyo. De retour à Taïwan, il étudie la peinture avec Li Shih-chiao. Il poursuit une carrière d'enseignant et appartient à plusieurs associations d'artistes taïwanais. Il vit pendant un temps près de San Francisco, se consacrant à une peinture de paysages aux arbres sinueux, aux formes tourmentées sur des fonds de couleurs vives, les lignes directives tendant à l'arabesque et dont les gammes de couleurs sont influencées par le fauvisme.